# Malhar Rao Gaikwar
Shrimant Maharaja Malhar Rao Gaikwar [Dada Sahib], Sena Khas Khel Shamsher Bahadur, fou maharaja de Baroda. Era el fill més jove de Shrimant Maharaja Sayaji Rao II Gaikwar Sena Khas Khel Shamsher Bahadur i va succeir al seu germà Khande Rao Gaikwar mort sense descendència legítima.
Va néixer a Baroda (ciutat) el 1831. Va participar en un complot contra el seu germà i fou empresonat a Padra el 1870. A la mort del seu germà el 28 de novembre de 1870, i pendent del naixement d'un fill pòstum, era l'únic hereu i fou alliberat i proclamat regent a la durbarkhana de Baroda de finals del 1870. Quan va néixer una filla postuma del seu germà la dunbarkhana del 5 de juliol de 1871 el va proclamar maharaja i fou reconegut pel govern britànic el 10 d'agost de 1871.
En revenja pels maltractes patits a la presó de Padra, va maltractar al seu tron als servidors i auxiliars del seu germà difunt. L'administració es va deteriorar, les taxes es van apujar i la bogeria o extravagància i la crueltat van dominar el seu regnat.
El govern de Bombai va decidir nomenar al coronel Phayre com a resident, el qual va dedicar les seves energies a combatre els abusos; es va crear una comissió d'enquesta que va aixecar càrrecs de mala administració que es van declarar provats. Malhar Rao fou advertit i comminat a fer reformes abans del final del 1875; d'acord el maharaja i el resident fou nomenat nou resident el coronel Sir Lewis Pelly, com a comissionat especial i agent del govern general; el novembre de 1874 es va informar d'un intent d'enverinament del coronel Phayre, i Lewis va arribar el desembre de 1874 i va agafar de fet l'administració.
Del resultat de la investigació sobre el cas d'enverinament el 13 de gener de 1875 el Gaikwar fou arrestat i, pendent del resultat final, Lewis va anunciar que assumia el govern de l'estat. La comissió d'investigació, presidida per Richard Couch, Cap de Justícia de Bengala, no va arribar a cap decisió, ja que la meitat (els tres membres anglesos de la comissió) deia que havia estat el maharaja l'instigador, però l'altra meitat (els tres nadius) pensaven el contrari. Per tant, el maharaja fou declarat deposat però no acusat de l'intent d'enverinament sinó per la seva mala conducta i el mal govern i la seva incapacitat per governar el país i fer les reformes necessàries. Fou deportat a Madras el 22 d'abril de 1875 on va residir sota vigilància fins a la seva mort el 1893.
Es va casar tres vegades i va deixer un fill i dues filles. El fill Shrimant Yuvaraj Vyankat Rao Gaikwar Yuvraj Sahib fou exclòs de la successió pel govern britànic al·legant presumpte il·legitimitat (16 d'octubre de 1874) i va morir a Madras el 29 d'abril de 1880.